# محطة قطار سوق أهراس
محطة القطار سوق أهراس ، تقع محطة القطار المركزية لولاية سوق أهراس وسط المدينة، في الخط عنابة، تبسة، تونس.

## تاريخ المحطة
أسست الإدارة الاستعمارية سكة الحديد لتتمكن من استغلال الثروات المنجمية التي تتميز بها الولاية والمنطقة بشكل عام. سنة 1887 أوكلت مهمة بناء خط دوفيفي (Duvivier) لشركة عنابة قالمة. وفي 30 جوان 1881 وصل أول قطار بخاري إلى سوق أهراس، وأسس مخزن للقاطرات البخارية حيث وصل في 1920 عدد القاطرات إلى 20 من نوع شنايدر (Schneider 150 C)، وأضيف لها 10 وحدات سنة 1921 وذلك خصيصا لنقل البضائع والمعادن، في 1923 تم إضافة 15 وحدة لنقل المسافرين، وبلغت سرعة القطارات 80 كلم/س مع حمل 300 طن (أي مثل قطارات فرنسا) مع التواء بلغ 14 ملم في المتر. وتتميز السكة الحديدية بوجود خمسة أنفاق ويبلغ طول أطولها 756 متر ويرتفع 760 متر.ومع كثرة الجبال ووعورة التضاريس تجاوزت حمولة القطار سنة 1928، 776 ألف من المعادن، و676 ألف طن من الفوسفات وذلك في خط سير واحد.
في 2025، أطلقت الوكالة الوطنية للدراسات ومتابعة إنجاز الاستثمارات في السكك الحديدية برنامجا لإعادة تأهيل وعصرنة المحطة.